# Sabatieria armata
Sabatieria armata är en rundmaskart som beskrevs av Gerlach 1952. Sabatieria armata ingår i släktet Sabatieria och familjen Comesomatidae. Inga underarter finns listade i Catalogue of Life.